# Tețcani
Tețcani è un comune della Moldavia situato nel distretto di Briceni di 2.776 abitanti al censimento del 2004.